# Комиссия кнессета по услугам населению
Комиссия кнессета по услугам населению (ивр. ועדת השירותים הציבוריים‎ — Ваадат ха-шерутим ха-цибуриим) — постоянная комиссия кнессета, ныне несуществующая.

## Информация о комиссии
Данная комиссия была создана в 1949 году, во время каденции кнессета 1-го созыва. Члены комиссии занимались вопросами связанными со здравоохранением, медициной и социальной работы. В 1977 году комиссия была распущена.

## Председатели комиссии
- Авраам Раканти (кнессет 1-го созыва)
- Биньямин Авниэль (кнессет 2-го созыва)
- Арье Альтман (кнессет 2-го созыва)
- Моше Арам (кнессет 3-го созыва)
- Нахум Нир (кнессет 4-го созыва, кнессет 5-го созыва)
- Шломо Розен (кнессет 6-го созыва)
- Хайка Гроссман-Оркин (кнессет 7-го созыва, кнессет 8-го созыва)